# Leaf River
Leaf River è un villaggio degli Stati Uniti d'America, situato nello Stato dell'Illinois, nella contea di Ogle.